# 内尔皮奥
内尔皮奥，是西班牙卡斯蒂利亚-拉曼恰自治区阿尔瓦塞特省的一个市镇。 总面积436km², 总人口1688人（2001年），人口密度4人/km²。